# خاویر هنارس
خاویر هنارس (انگلیسی: Javier Henares؛ زادهٔ ۱۷ ژانویهٔ ۱۹۸۵) بازیکن فوتبال اهل اسپانیا است.
از باشگاه‌هایی که در آن بازی کرده‌است می‌توان به باشگاه فوتبال همیلتون آکادمیکال و باشگاه فوتبال آلباسته بالومپیه اشاره کرد.